# Slađana Golić
Slađana Golić, född den 12 februari 1960 i Banja Luka dåvarande Jugoslavien, är en jugoslavisk basketspelare som var med och tog OS-silver 1988 i Seoul. Detta var Jugoslaviens första medalj i de olympiska baskettävlingarna för damer.